# Stenogobius keletaona
Stenogobius keletaona är en fiskart som beskrevs av Keith och Marquet 2006. Stenogobius keletaona ingår i släktet Stenogobius och familjen smörbultsfiskar. IUCN kategoriserar arten globalt som sårbar. Inga underarter finns listade i Catalogue of Life.